# ATP Challenger Mohammedia
Das ATP Challenger Mohammedia (offizieller Name: Morocco Tennis Tour Mohammedia) war ein Tennisturnier in Mohammedia, Marokko, das von 2014 bis 2016 gespielt wurde. Es war Teil der ATP Challenger Tour und wurde im Freien auf Sandplatz ausgetragen.

## Liste der Sieger

### Einzel
| Jahr | Sieger                  | Finalgegner             | Ergebnis       |
| ---- | ----------------------- | ----------------------- | -------------- |
| 2016 | Gerald Melzer           | Stefanos Tsitsipas      | 3:6, 6:3, 6:2  |
| 2015 | Roberto Carballés Baena | Kamil Majchrzak         | 7:64, 6:2      |
| 2014 | Pablo Carreño Busta     | Daniel Muñoz de la Nava | 7:62, 2:6, 6:2 |

### Doppel
| Jahr | Sieger                          | Finalgegner                                 | Ergebnis           |
| ---- | ------------------------------- | ------------------------------------------- | ------------------ |
| 2016 | Dino Marcan Antonio Šančić      | Roman Jebavý Andrej Martin                  | 7:63, 6:4          |
| 2015 | Íñigo Cervantes Mark Vervoort   | Roberto Carballés Baena Pablo Carreño Busta | 3:6, 7:62, [12:10] |
| 2014 | Fabiano de Paula Mohamed Safwat | Richard Becker Élie Rousset                 | 6:2, 3:6, [10:6]   |